# Locomotiva SV DE.424
Le locomotive DE.424 sono delle piccole locomotive diesel-elettriche costruite negli anni cinquanta per la Società Veneta; sono presenti nel parco rotabili di Sistemi Territoriali, Società Ferrovie Udine-Cividale e Ferrovie Emilia Romagna.

## Storia
La locomotiva fu progettata a metà degli anni cinquanta e consegnata a partire dal 1957, alla Società Veneta per la modernizzazione della trazione merci e viaggiatori di materiale ordinario sulla sua rete ferroviaria. Le locomotive vennero ordinate al TIBB in numero di nove, a carrelli con comparto bagagliaio. Vennero immatricolate a partire dal 1958 costituendo il nuovo gruppo DE.424.01–09. Le macchine divennero delle vere tuttofare, un po' il simbolo dell'ultimo periodo della Veneta, prestando servizio su tutte le linee gestite dalla società. La Adria–Mestre ebbe assegnate le unità 03, 04 e 09, che successivamente passarono a  ST che le ha rinumerate nello stile FS con uno zero in più (ovvero DE 424.003, 004 e 009). Lo 004 mantiene la vecchia livrea interamente rossa, le altre due unità sono state riverniciate con la stessa livrea adottata per le D 753 e successivamente demolite tra il 2017 ed il 2018. La 004 si trova oggi presso la rimessa locomotive di Primolano, in attesa di restauro da parte di SVF.  Le DE 424.01,05 svolsero servizio sulla Bologna–Portomaggiore, le DE 424.07, 08 erano operative sulla Parma-Suzzara, mentre la DE.424.02 era in servizio assieme alla 05 sulla Udine–Cividale.

## Caratteristiche
Le locomotive DE.424 sono locomotive diesel-elettriche bimotori di piccola potenza per uso promiscuo. La cassa è in profilati di acciaio elettrosaldati. Si divide in cinque sezioni: due cabine di guida alle estremità, seguite da due comparti motori ed al centro un ampio vano bagagliaio. I due gruppi motore-generatore sono posti nei relativi comparti assieme ai radiatori e ai ventilatori verticali di raffreddamento con scarico posto sull'imperiale. I motori Diesel, in numero di 2 per unità, sono di costruzione OM tipo BDX-IL a 6 cilindri verticali in linea della cilindrata di 14.328 cm³ ad iniezione diretta e sovralimentati. Ciascun motore fornisce la potenza continuativa di 147 kW. Ciascuna generatrice, di costruzione Tecnomasio Italiano-Brown-Boveri, fornisce a 1500 g/m la potenza continuativa di 146 kW, a corrente continua, a 800 volt. Lo sforzo di trazione massimo, all'avviamento, è di 730 kN.
I carrelli sono a due stadi di sospensione con boccole articolate e cuscinetti a rulli. Ogni carrello supporta due motori elettrici di trazione, della potenza continuativa di 58,5 kW ciascuno, sospesi per il naso con trasmissione del moto alle sale mediante ingranaggi.